# Évelyne Morin
Évelyne Morin, née le 10 août 1950 à Tulle en France, est une poétesse française.

## Biographie
Évelyne Morin naît le 10 août 1950 à Tulle dans le département de la Corrèze.
Elle vit en Essonne (département), en région parisienne,. Ancienne enseignante de lettres, elle est poète et comédienne. Selon l'éditeur Jean-Luc Maxence, sa passion pour la littérature et les questions existentielles imprègne toute son oeuvre. 
Publiés par de nombreux éditeurs successifs, ses poèmes expriment un « entêtement d'espérance » pour plusieurs causes humanistes, notamment la sauvegarde de la planète.
Jean-Luc Maxence juge son écriture originale, d'une approche symboliste, traduisant un fort tempérament. Il cite en particulier les vers où elle souhaite ardemment « troquer l'amour contre la mort », et affirme « J'ai jeté une poignée de lumière / à la lumière / disparue », et « Les femmes montent les escaliers de l'amour / sans voir le cadran des ombres ». J.-L. Maxence ajoute qu'elle apporte une « surprenante présence » en poésie.
Certains de ses poèmes figurent dans plusieurs anthologies, comme Ce que disent les mots, de Pierre Maubé (2004), Anthologie de la poésie mystique contemporaine, de Jean-Luc Maxence (1999), Anthologie Seghers : L'année poétique 2008, de Patrice Delbourg, Jean-Luc Maxence et Florence Trocmé, Esprits poétiques - Dires d'elles (2010), Nous, la multitude (2011), Ouvrir le XXIe siècle (2013).

## Œuvres
- Le Cri de l'aube, éditions P.J. Oswald, 1975.
- La Défaillance des jours, éditions Caractères, 1976.
- Miroirs, éditions Caractères, 1978.
- Le Jeu de moi, éditions Caractères, 1985.
- La Licorne du silence éditions Caractères 1987.
- Rencontre occulte à mort perdue, éditions La Bartavelle, 1991.
- Terre de mortes-lunes, éditions Table Rase, 1992.
- La Nuit d'Électre, éditions La Bartavelle, 1996.
- Ombres, désirs, éditions Jacques Brémond, 2000.
- Dernier train avant le jour, éditions Le Dé bleu, 2001.
- N'arrêtez pas la terre ici, préface de Stéphen Bertrand, Polder et Décharge, 2003 ; rééd. éditions Le Nouvel Athanor, 2007, préface d'Anne Stell.
- Non lieu provisoire, éditions Cadex, 2007, encres de Misko Pavlovic.
- Cela, fulguré, éditions Gros textes, 2007.
- Un retour plus loin, éditions Jacques Brémond, 2007, frontispice de Marc Pessin.
- Rouge à l'âme, éditions Potentille, 2007.
- Matin de l'arbre levant, éditions Le Nouvel Athanor 2014, préface d'Anne Stell.
- Le Bois des corbeaux, éditions Gros textes, 2015, photographies d'Éliane Morin.
- Évelyne Morin, éditions Le Nouvel Athanor, collection « Poètes trop effacés », 2018.
- Les Bois flottés du jour, éditions Encres Vives, 2019.
- Soleil juste la nuit, éditions Henry, 2019, 95 p.
- Effacement du jour, Les Cahiers du Museur, 2021, peinture de Colette Klein.
- Psaume en noir et blanc, Les Lieux Dits éditions, 2021, encres de Nourit Masson Sékiné.
- Une lumière incertaine, éditions unicité, 2022, 117 p.
- Nuit d'écrire, dessin de Marie Alloy, Les Lieux Dits éditions, collection Les Cahiers du Loup bleu, 2023, 35 p.